# André Wilmet
André Wilmet (Seilles, 4 september 1891 – ?, 1969) was een Belgisch componist en militaire kapelmeester.

## Levensloop
Wilmet was militaire kapelmeester van verschillende muziekkorpsen binnen het Belgische leger. In 1913 werd hij vrijwilliger bij het 21e Regiment de Ligne. Vervolgens werd hij tweede dirigent van La musique au 5e regiment de Chasseurs à pied tot 1920. Drie jaar later werd hij kapelmeester van La musique du 10e de Ligne in Aarlen, het is ook de bakermat van de "Chasseurs Ardennais". Later werd hij nog dirigent van La musique du 14e de Ligne en van La musique du 12e de Ligne. In 1945 ging in met pensioen. 
Als componist is van hem vooral de in 1938 gecomponeerde Marche du 1er Regiment de Chasseurs ardennais bekend.